# Nicolas Reyes
Nicolas Reyes (Arle, Provença, 22 de novembre de 1958) és el cantant principal del grup musical Gipsy Kings. És fill del fundador del grup, José Reyes, i cosí de Manitas de Plata i d'Hyppolyte Baliardo. Canta en diversos estils que inclouen principalment la rumba catalana i elements tradicionals i populars de música flamenca i llatinoamericana. Amb la seva veu ronca, ha contribuït a popularitzar amb els Gipsy Kings cançons com ara Bamboleo, Volare, Hotel California i moltes altres, les quals han encapçalat sovint les llistes d'èxits. A més, toca la guitarra (ritme) i fa palmes. És esquerrà.
Els avis de Nicolas provenien de Catalunya, d'on van fugir arran de la Guerra Civil Espanyola. Segons afirma el seu germà Paul en una entrevista, el seu avi Joanet era de Figueres i estava emparentat amb el pare d'en Peret. Com tota la seva família, Nicolas parla català i francès, tot i que canta sobretot en castellà. Viu a Arle, prop dels altres membres de Gipsy Kings i les seves respectives famílies, tots ells gitanos catalans repartits entre Arle i Montpeller.
Nicolas és el tercer dels cinc fills de José Reyes que integren els Gipsy Kings; els seus germans grans són Paul i Canut Reyes i els més joves, Patchaï i Andre. Tot i que Nicolas n'és el cantant principal, Canut i Patchaï també hi apareixen com a vocalistes líders. Georges, fill de Nicolas nascut el 1975, col·labora també amb el grup.